# Пахомий (Брусков)
Епи́скоп Пахо́мий (в миру Дмитрий Александрович Брусков; 5 июля 1976, Москва) — архиерей Русской православной церкви, епископ Чистопольский и Нижнекамский.

## Биография
Родился 5 июля 1976 года в Москве. Крещён в младенчестве. В 1983 году поступил в среднюю школу № 671 города Москвы, в 1989 году поступил в Московский технический лицей № 1 и в 1993 году его окончил.
В 1993 года поступил в Московский государственный технологический университет «Станкин» (Станко-инструментальный институт) на факультет информационных технологий и в 1997 года окончил обучение по специальности «Системы автоматизированного проектирования». Присуждена степень бакалавра техники и технологий по направлению «Автоматизация и управление».
В 1997 года поступил послушником на московское подворье Троице-Сергиевой лавры. В 1998 году принят в число братии Троице-Сергиевой лавры.
В 1998—2002 годы обучался на заочном секторе Московской духовной семинарии.
1 апреля 1999 года на московском подворье Троице-Сергиевой лавры игуменом Лонгином (Корчагиным) пострижен в монашество с именем Пахомий в честь преподобного Пахомия Великого.
23 июля 2000 года в храме Всех Святых во Всехсвятском года Москвы архиепископом Бронницким Тихоном (Емельяновым) рукоположён в сан иеродиакона.
В 2003 года переведён в Саратовскую епархию.
28 августа 2003 года в соборе Сошествия Святого Духа города Саратова епископом Саратовским и Вольским Лонгином рукоположён в сан иеромонаха.
С 29 августа 2003 года служил в Архиерейском храме в честь иконы Божией Матери «Утоли моя печали».
3 декабря 2003 года назначен экономом, 23 января 2004 года — настоятелем Свято-Троицкого собора города Саратова.
С 2005 года — духовник Саратовского регионального общества трезвости и здоровья.
11 января 2006 года назначен председателем архитектурно-реставрационного отдела Саратовской епархии.
8 апреля 2007 года в храме в честь Покрова Божией Матери города Саратов возведён в сан игумена.
С 2007 года — преподаватель в Саратовской духовной семинарии. С 2007 года — член Президиума регионального отделения Всероссийского общества охраны памятников истории и культуры.
С 26 марта 2008 по 2010 год — член Общественной палаты Саратовской области.

### Архиерейство
5 октября 2011 года решением Священного синода избран епископом Покровским и Николаевским. 14 октября в Покровском храме Саратова митрополитом Саратовским и Вольским Лонгином возведён в сан архимандрита. 3 декабря в Патриарших покоях храма Христа Спасителя состоялось наречение архимандрита Пахомия во епископа Покровского. 19 декабря в Николо-Угрешском ставропигиальном монастыре хиротонисан во епископа Покровского и Николаевского. Хиротонию совершили патриарх Московский и всея Руси Кирилл, митрополит Астанайский и Казахстанский Александр (Могилёв), митрополит Саранский и Мордовский Варсонофий (Судаков), митрополит Саратовский и Вольский Лонгин (Корчагин), архиепископ Йошкар-Олинский и Марийский Иоанн (Тимофеев), архиепископ Сергиево-Посадский Феогност (Гузиков), архиепископ Егорьевский Марк (Головков), епископ Пензенский и Кузнецкий Вениамин (Зарицкий), епископ Солнечногорский Сергий (Чашин), епископ Нежинский и Прилукский Ириней (Семко), епископ Балашовский и Ртищевский Тарасий (Владимиров).
В июне 2012 года в Общецерковной аспирантуре и докторантуре проходил курсы повышения квалификации для новопоставленных архиереев.
4 октября 2012 утверждён в должности настоятеля (священноархимандрита) Иргизского Воскресенского мужского монастыря села Криволучье Саратовской области.
10 декабря 2013 года окончил заочный сектор церковно-практического отделения магистратуры Санкт-Петербургской духовной академии.
24 марта 2022 года решением Священного Синода РПЦ титул изменён на Покровский и Новоузенский.
16 марта 2023 года решением Священного Синода РПЦ переведён на Чистопольскую кафедру.

## Награды
- 9 января 2003 года удостоен права ношения набедренника.
- 29 марта 2004 года удостоен права ношения наперсного креста.
- 24 апреля 2011 года удостоен права ношения палицы.